# 磯野英生
磯野 英生（いその ひでお）は日本の建築学者。成安造形大学教授。京都大学大学院工学研究科建築学専攻博士課程修了、単位修得満期退学。

## 研究業績
- 1993～97 京都府中小商業活性化事業『魅力ある街づくりのためのホワイト・ペーパーその1～その3』河原町繁栄会街づくり計画策定事業報告書・編著
- 1994 京都市まちなみ整備支援事業「河原町繁栄会商店街地区まちなみデザイン推進事業」推進計画指導委員
- 1995 『現代建築序説－ポスト・モダニズムの諸相と建築の未来』成安造形大学研究紀要Vol.3
- 1995～99 京町家再生研究会会誌『京町家通信』編集人
- 1996～2000 「在日デザイン留学生交流事業（財団法人国際デザイン交流協会）」委員

## 主な著書
- 1983『空間の原型―すまいにおける聖の比較文化―』（筑摩書房 共著）
- 1986『アドルフ・ロース』（大龍堂書店 共著）
- 1990『銀河鉄道梅小路』の彼方に―古都の空間活用―「建築と社会」5月号
- 1992『建築思潮－未踏の世紀末』（学芸出版社 編著）
- 1994『建築思潮－アジア夢幻』（学芸出版社 編著
- 1995『建築思潮－破壊の現象学』（学芸出版社 編著）
- 1996『建築思潮－漂流する風景』（学芸出版社 編著）
- 1997『日本当代百名建築師作品集』（中国建築工業出版社 編著）